# Brouwerij Cambier-Droesbeque

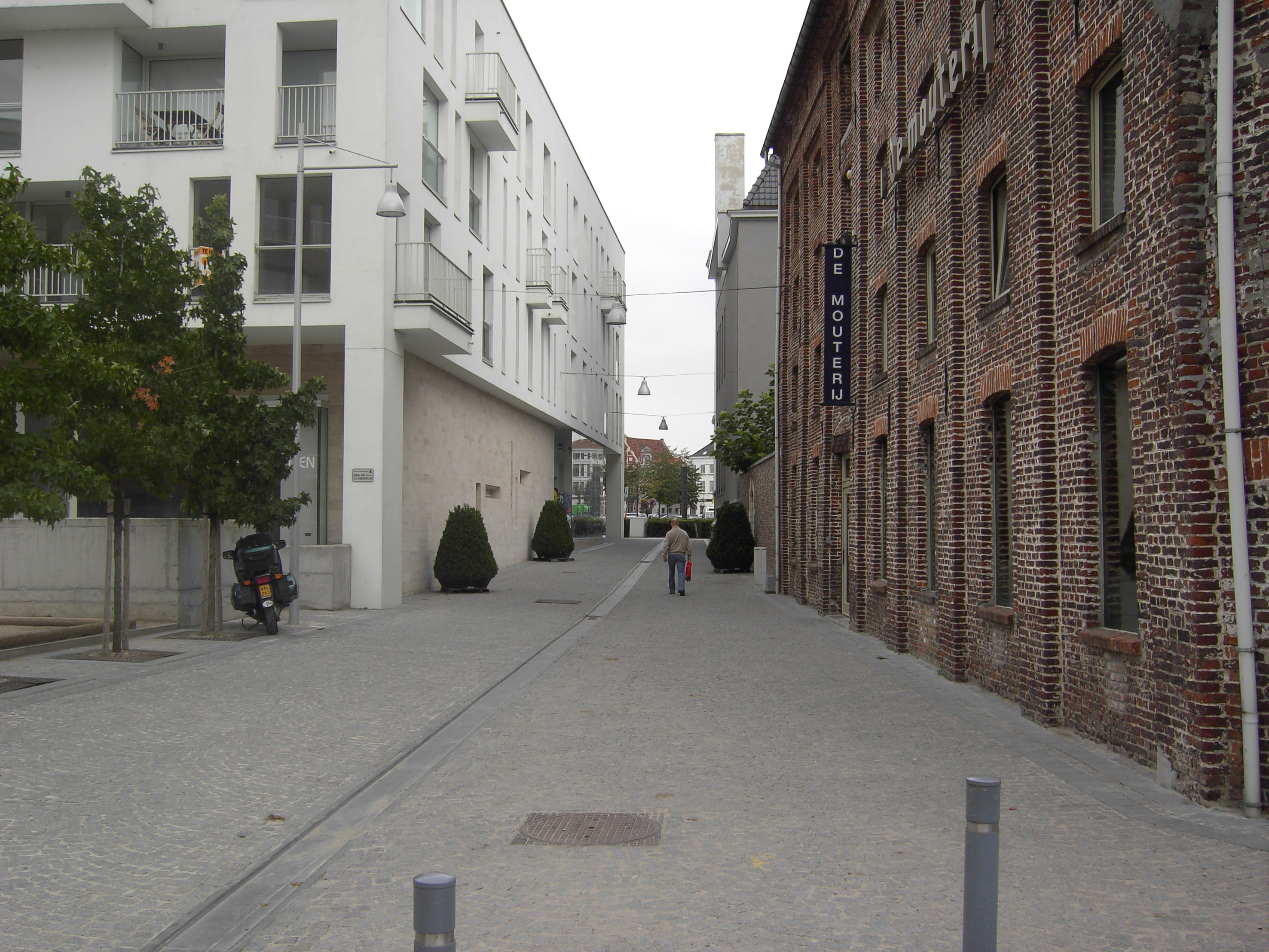
De Meerspoortsteeg: rechts de Mouterij en de woning, links het Centrum Ronde van Vlaanderen. Midden de Markt van Oudenaarde.

De Brouwerij Cambier-Droesbeque is een voormalige bierbrouwerij, gelegen op de hoek van de Kleine Markt met de Meerspoortsteeg, in de Belgische stad Oudenaarde. Het bedrijf was bekend vanaf het eind 18de eeuw en was in bezit van verschillende families.

## Lange geschiedenis
De brouwerij behoorde tot de familie Liedts die het verkocht aan Louis-Henri Droesbeque (1809-1866), een brouwerzoon uit Velzeke, die huwde er begin 19de eeuw met dochter Pauline (1818-1894) van de toenmalige brouwer Jan Vanderpiete. Onder leiding van hun zoon Louis-Isidore Droesbeque (1848-1938) kende het bedrijf de grootste groei. Diens kleinzoon Antoine Cambier was de man van mechanisering, maar meteen ook de laatste die het beroep daar uitoefende. Bij zijn overlijden in 1951 hield het bedrijf op te bestaan. Men produceerde er vooral bruin bier, tafelbier alsook azijn, met een totale volume van om en bij de 2.000 hectoliter per jaar. Het nog bestaande mouterijgebouw, gelegen achter de brouwerswoning, is thans de brasserie De Mouterij. Binnenin kan men nog enkele oude attributen van de brouwerij bezichtigen, zoals een stoomketel uit 1927.
De brouwerswoning zelf heeft een langere geschiedenis. Ze heette voorheen "Huus van Clesseneere", naar de oudst bekende bewoner Jan van Clesseneere in 1544. Eind 16de eeuw werd het de ambtswoning van de stedelijke gouverneurs. Nadien werd ze van 1628 tot 1739 een refugehuis, onder het beheer van de augustijnenpriorij van Elsegem, ook O.-L.-Vrouw ten Walle of van Galilea genoemd. Pas na de Franse Revolutie werd het een brouwerij. Thans is de kelderverdieping ingericht als de brasserie Priorij van Elsegem